# Метславийр
Метславийр (на нидерландски: Metslawier) е малко селце в община Донгерадел, провинция Фризия, Нидерландия. Към 2008 г. има около 935 жители.
На около 800 м на север се намира вятърната мелница Ропта, която е в сравнително добро работно състояние.

## Население
- 1954 – 645
- 1959 – 597
- 1964 – 677
- 1969 – 847
- 1973 – 824
- 2006 – 920
- 2008 – 935

## Известни жители
- Балтазар Бекер (1634-1698)